# 任敏
任敏（1999年12月17日—），出生於湖南，中國大陆女演員，中央戏剧学院2016级本科。2018年憑《悲傷逆流成河》出道，2020年出演古裝傳奇劇《清平乐》中的趙徽柔一角受到关注。

## 演藝經歷
2014年，與李現共同出演鹿晗的歌曲作品《勳章》MV。
2018年，出演了個人首部電影《悲伤逆流成河》，在片中飾演出身在環境惡劣家庭，但性格倔強的高中生易遙，這部由她首次擔任女主角的影片最終收穫了3.57億元票房。12月，出演由正午陽光出品的古代傳奇電視劇《清平乐》，在劇中飾演愛上宮廷內侍的叛逆公主趙徽柔，她憑趙徽柔一角的絕佳表現大受好評，因而成為備受看好的新興小花之一。
2019年4月，主演的電影《悲伤逆流成河》入圍第二十六屆北京大學生電影節主競賽單元，而她亦憑藉該片獲得最佳新人提名。6月，由陸川編劇並執導動作冒險題材電影《749局》正式公佈主創，任敏在劇中飾演煙煙一角。9月，與郭俊辰合作主演青春成長電視劇《你好，昨天》，在劇中飾演古靈精怪的女主角譚心。10月，擔任助演嘉賓參與錄製國內首檔導演選角真人秀《演員請就位》，在舞台上與郭俊辰、董力合作出演了電影《悲傷逆流成河》的部分片段。
2020年，主演電影《我是真的討厭異地戀》，在片中飾演女主角趙一一；6月5日，發行首支個人單曲《如你》 ；10月2日，參加騰訊視頻導演選角真人秀《演員請就位第二季》 成為參賽選手，她於第1集憑市場定級成為40位演員中的第1名，並成為節目中首位及唯一一位取得4張S卡的演員；隨後在節目中加入導演陳凱歌戰隊。10月17日，與王大陸領銜主演的民國奇幻武俠劇《五行世家》開機，在劇中飾演天生樂觀極富朝氣的水妖兒，該劇在12月7日殺青。
2021年1月，與丁禹兮共同主演電影《十年一品溫如言》開機，在片中餘演柔順又倔強的女主角温衡。3月29日，與肖戰共同主演的電視劇《玉骨遥》開機，在劇中扮演善良又任性的郡主朱顏。5月21日，憑《清平樂》入圍2021年上海電視節第27屆白玉蘭獎最佳女配角。10月20日，宣布搭檔郭京飛、王源主演由優酷出品的社會話題電視劇《追光的日子》，在劇中飾演聰穎好強的問題少女任真。
2022年8月24日，宣布友情客串由愛奇藝出品的探案劇《大理寺少卿遊》開機，在劇中飾演英姿颯爽、爭強好勝的女少卿上官檎一角。

## 影視作品

### 電視劇
| 播映年份 | 播映頻道   | 電視劇名稱           | 角色   | 備註 |
| 2020     | 湖南衛視   | 《清平乐》           | 趙徽柔 | 主演 |
| 2020     | 中央電視台 | 《最美逆行者》       | 丽娜   | 群演 |
| 2021     | 爱奇艺     | 《无法直视》         | 阮萌   | 主演 |
| 2022     | 優酷       | 《你好，昨天》       | 谭心   | 主演 |
| 2023     | CCTV1      | 《追光的日子》       | 任真   | 主演 |
| 2023     | 騰訊視頻   | 《玉骨遙》           | 朱顏   | 主演 |
| 2023     | 騰訊視頻   | 《欢颜》             | 仰止   | 群演 |
| 2023     | 爱奇艺     | 《三大队》           | 王苗苗 | 群演 |
| 2024     | 爱奇艺     | 《大理寺少卿游》     | 上官檎 | 群演 |
| 2024     | 優酷       | 《五行世家》         | 水妖兒 | 主演 |
| 2024     | 湖南衛視   | 《群星閃耀時》       | 骆珉敏 | 主演 |
| 2024     | 騰訊視頻   | 《锦绣安宁》         | 罗宜宁 | 主演 |
| 待播     | 騰訊視頻   | 《我们与法庭的距离》 | 秦睿   | 主演 |
| 待播     | 優酷       | 《黑夜告白》         | 何晓荷 | 特邀 |

### 电影
| 上映年份 | 電影名稱               | 角色       | 備註 |
| 2016年   | 《火锅英雄》           | 少年于小惠 |      |
| 2018年   | 《悲伤逆流成河》       | 易遥       | 主演 |
| 2022年   | 《十年一品溫如言》     | 溫衡       | 主演 |
| 2022年   | 《我是真的讨厌异地恋》 | 趙一一     | 主演 |
| 2024年   | 《749局》              | 丧妹       | 群演 |
| 待上映   | 《我是盗猎者》         |            | 主演 |

### 固定綜藝節目
| 年份   | 日期              | 頻道     | 節目名稱             | 備註     |
| 2020年 | 10月2日 - 12月5日 | 騰訊視頻 | 《演員請就位第二季》 | 參賽選手 |
| 2023年 | 5月28日 -         | 騰訊視頻 | 《五十公里桃花塢》   | 新塢民   |

## 音樂作品

### 單曲
| 發佈日期     | 歌曲名稱 | 影視名稱 | 合唱藝人 |
| 2020年6月4日 | 如你     | -        | -        |

## 獎項與荣誉

### 大型頒獎禮獎項
| 年份   | 頒獎典禮名稱               | 獎項名稱                  | 備註 |
| 2019年 | 第二十六屆北京大學生電影節 | 最佳新人 《悲伤逆流成河》 | 提名 |
| 2020年 | 國劇盛典                   | 年度潜力女演员 《清平乐》 | 獲獎 |
| 2020年 | 精品风格云盛典             | 最具质感演员              | 獲獎 |
| 2020年 | 2020騰訊娛樂年度盛典       | 最佳潜力新人              | 獲獎 |
| 2021年 | 抖音星动之夜               | 年度飞跃演员              | 獲獎 |
| 2021年 | 第27屆上海電視節-白玉蘭獎  | 最佳女配角 《清平乐》     | 提名 |